# 해나 머리
해나 머리(영어: Hannah Murray, 1989년 7월 1일 ~ )는 잉글랜드의 배우이다. 2007년~2008년 방영한 E4 채널의 10대 드라마 《스킨스》에서 캐시 에인스워드 역할로 출연했던 것으로 유명하다.

## 경력
해나 머리가 처음으로 맡은 배역은 TV드라마 《스킨스》에서 착하고 약간 덜떨어졌으며, 자학적인 성향을 지닌 거식증 환자인 캐시 에인스워드였다. 17세 무렵에 해나 머리는 자기가 사는 지역의 청소년 극장에서 공연될 작품 캐스팅을 위한 오디션이 있다는 소식을 듣고, 경험 삼아 한번 참여해보기로 하였다고 한다. 그녀와 에이프릴 피어슨은 그 작품을 위해 캐스팅된 최초의 사람이었다. 해나 머리는 E4 채널에서 2007년~2008년 방송한 드라마 시리즈 스킨스에 연속으로 출연하였다. 주요 출연배우들과 마찬가지로 해나 머리 또한 새로운 배역을 맡기 위해 제2기를 끝으로 스킨스에 출연을 더 이상 하지 않았다. 당시 인터뷰에서 해나 머리는 “내가 이제 더 이상 10대도 아닌데, 10대 드라마에 계속 출연하는 것은 바람직하지 않다.”라고 밝힌 바 있다.
2008년 5월 해나 머리는 스킨스에 이어 듀크오브요크 극장에서 웨스트엔드 사에서 연출을 맡은 페이스라는 작품에서 미아 역으로 연극 무대에 서서 비평가들의 찬사를 받았다. 같은 해에 블랙 코미디 영화 《킬러들의 도시》에서 조연으로 출연하였지만, 결국 그녀가 나오는 장면은 영화의 최종판에서 편집되어 삭제되었다.
2009년 해나 머리는 ITV 채널에서 방영된, 애거사 크리스티의 소설 《왜 에번스를 부르지 않았지?》를 각색한 드라마에 출연하였으며, 2010년 개봉한 영화 《움》에도 출연하였다.
2011년 8월 8일 해나 머리는 미국 HBO 채널에서 방영된 드라마 《왕좌의 게임》 시즌2에서 길리 역으로 캐스팅되었다.

## 출연 작품
- 다크 섀도우 - 히피 꼬마 역
- 찰리 세즈

## 수상
- 트라이베카 영화제 여우주연 (2015)